# Cattedrale di Sées
La cattedrale di Nostra Signora (in francese: Cathédrale Notre-Dame de Sées) è il principale luogo di culto cattolico di Sées, nel dipartimento dell'Orne, in Normandia.
La chiesa è dedicata all'Assunzione di Maria e ai Santi Gervasio e Protasio e da quindici secoli è sede del vescovo di Sées.
Venne dichiarata monumento storico di Francia dal 1875.
Venne elevata a basilica minore nel 1871 da papa Pio IX

## Storia e architettura

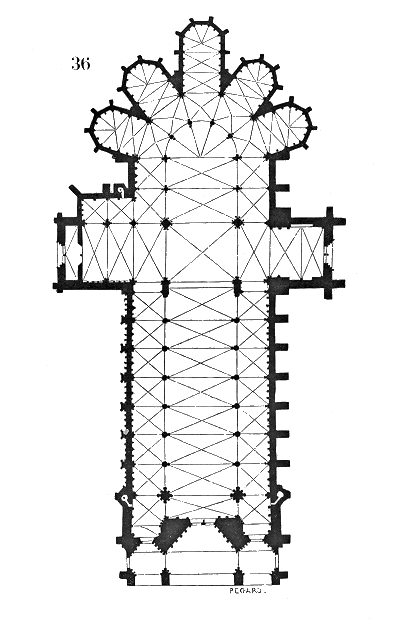
Pianta della cattedrale.

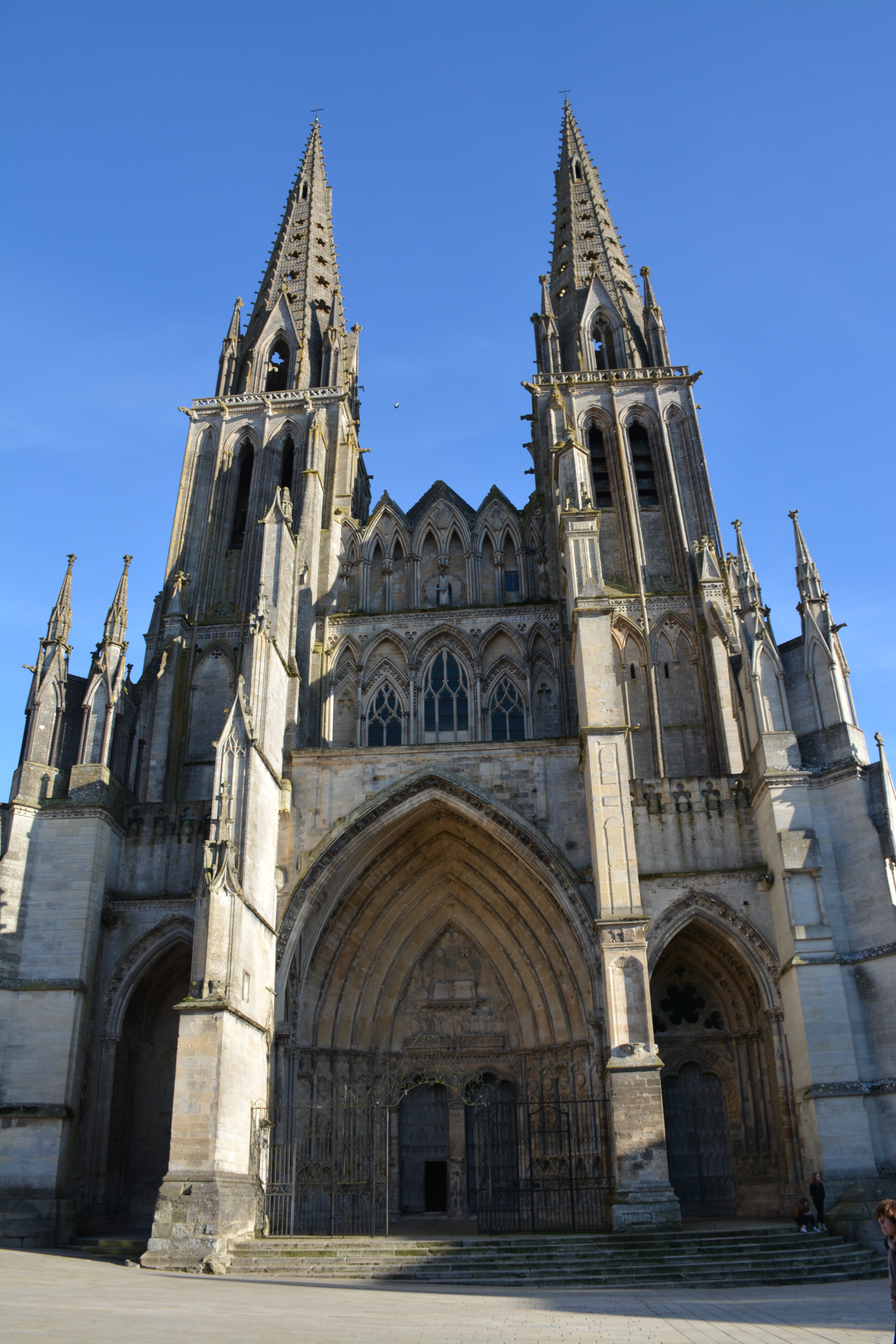
La facciata.

### Origini
Una prima chiesa in questo luogo, intitolata a Nostra Signora, venne eretta verso il 440 da San Latuino che, secondo la tradizione, vi fonda la Diocesi. La nascita di una cittadella episcopale destinò questa chiesetta a uso privato del vescovo, mentre una seconda chiesa sorse, poco lontana, nel cuore della città medievale, sul sito di un antico tempio pagano, e oggi sotto la parte orientale dell'attuale cattedrale. Scavi ottocenteschi ne hanno riscoperto le vestigia. Quest'ultima, dedicata ai fratelli martiri Santi Gervasio e Protasio, era aperta ai fedeli.
La duplice dedica deriverebbe dalla riunificazione delle due chiese del gruppo episcopale.
Questa prima cattedrale carolingia andò distrutta dalle incursioni dei Vichinghi dell'878 o del 903.

### La seconda cattedrale
Verso il 986, il vescovo Azon le Vénérable (986-1006), ricostruisce la cattedrale utilizzando le pietre delle fortificazioni cittadine.
Nel 1035 salì alla cattedra vescovile il pacifico Yves di Bellême, fratello del terribile Guglielmo II Talvas. Nel 1048, Guillaume Soreng con i suoi tre figli, partigiani del Talvas, formarono un gruppo di banditi e saccheggiarono la regione fino ad impadronirsi addirittura della cattedrale. Quest'ultima ne divenne la loro tana, vi insediarono le scuderie e un postribolo. Allora il vescovo Yves dovette muovere assedio, ma i suoi avversari si rifugiarono in una torre delle mura. Il vescovo ordinò allora di incendiare le case vicine, cosi da scovarli, ma il rogo sfuggì di ma mano e coinvolse anche la cattedrale
che perse il tetto. L'anno 1049 il vescovo assistette al Concilio di Reims e papa Leone IX lo attacca pubblicamente imponendogli di porre rimedio alla cattedrale. L'edificio venne subito dotato di una nuova copertura provvisoria e riconsacrato il 2 gennaio 1050, ma la struttura muraria era gravemente danneggiata dall'incendio e cedette poco dopo.
Il vescovo Yves partì in un lungo viaggio per trovare i fondi necessari alla ricostruzione. Dapprima fu la volta della Puglia e in seguito Costantinopoli, dove si erano stabilite ricche famiglie normanne. Al suo ritorno riportò una somma considerabile e anche una reliquia della Vera Croce, dono dell'imperatore.

### La terza cattedrale
Verso il 1053, si inizia il cantiere di costruzione del nuovo edificio, che verrà consacrato solo il 21 mars 1126 sotto l'episcopato di Jean de Neuville.
Nel 1174, durante le guerre di rivendicazione dei territori francesi che contrapponevano Enrico II d'Inghilterra a Luigi VII di Francia, la cattedrale venne di nuovo incendiata.

### La cattedrale attuale
A partire dal 1210 si inizia la costruzione di un nuovo, grande, edificio, del quale la maggior parte si conserva fino ai giorni nostri. Tuttavia la mancanza di fondi porta a un risparmio nelle fondamenta. Architetto ne è Jean de Bernières (1278-1293), come attestato dal suo epitaffio sito nel coro, che lo inizia dal corpo della facciata proseguendo per le navate. Il coro, le cappelle radiali e il transetto sormontato, secondo la tradizione normanna, dalla torre nolare, vennero eretti nel terzo quarto del XIII secolo. I lavori terminarono all'inizio del XIV secolo e il nuovo edificio venne consacrato dal vescovo Philippe Le Boulanger (1294-1315) il 27 settembre 1310.
Durante la Guerra dei Cent'anni la cattedrale venne di nuovo danneggiata e di nuovo restaurata e consacrata nel 1494. Nel XVI secolo vennero aggiunti possenti pilastri alla facciata principale per rafforzarla.

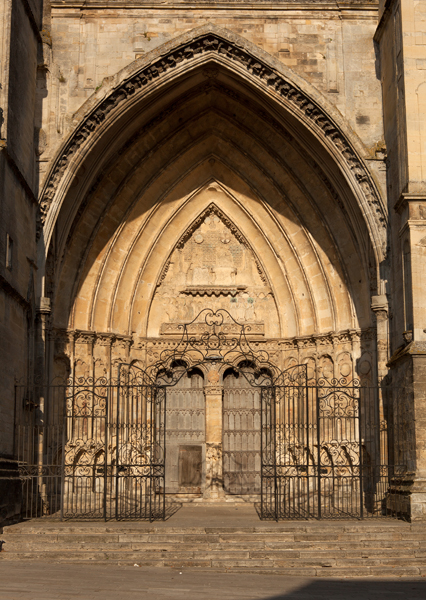
Il portale principale
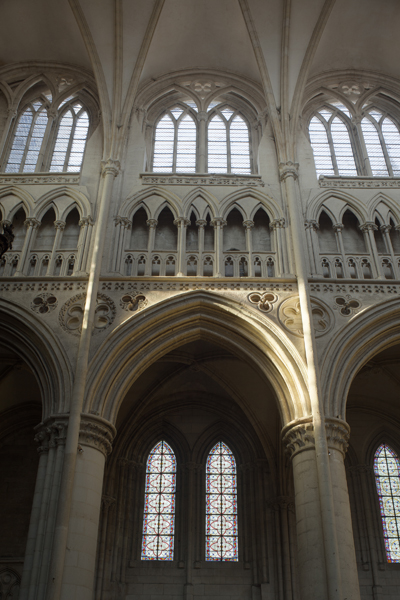
L'alzato della navata centrale
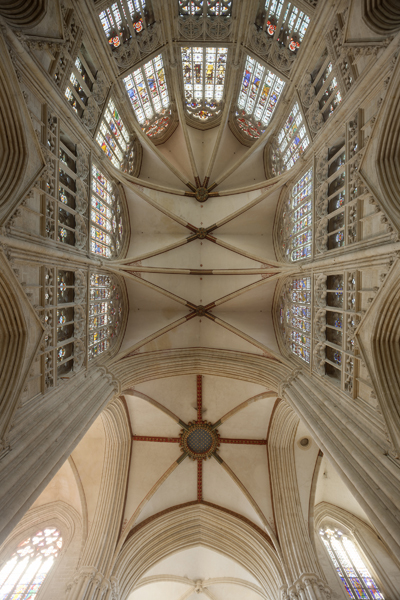
Il coro
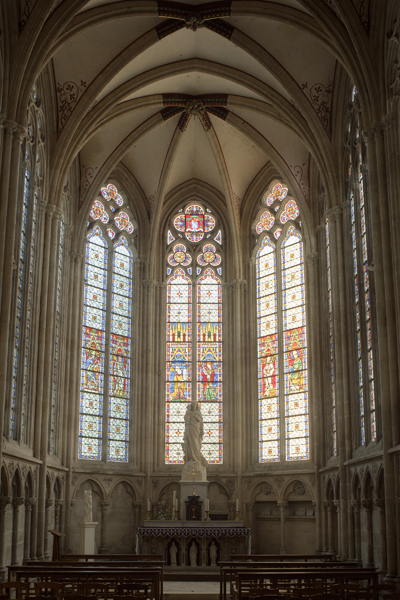
La cappella assiale

### Grandi restauri

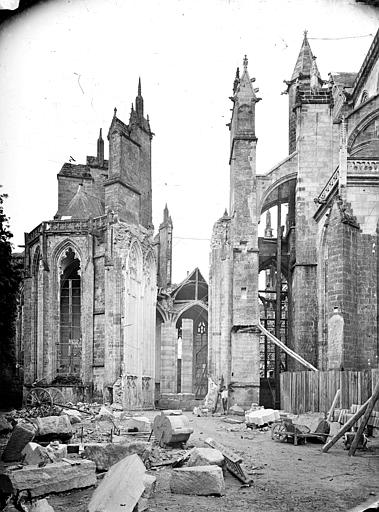
La cattedrale in una foto del 1878 durante i grandi lavori di restauro.

Nel XVIII secolo l'edificio gravava in uno stato di avanzato degrado, tanto che il vescovo Jacques Lallement (1728-1740) dovette chiuderlo ai fedeli nel 1704. Nel corso del secolo si dovette abbattere la torre nolare, che minacciava di crollare. 
Il vescovo Jean-Baptiste du Plessis d'Argentré (1776-1791) incarica, nel 1780, l'architetto Joseph Brousseau di restaurare la cattedrale e di riedificare il palazzo vescovile.
Durante la rivoluzione, il portale principale della facciata venne mutilato delle sculture del timpano.
Ma sarà nel corso del XIX secolo che si svolgono grandi campagne di lavori. Nel 1817 l'architetto Alavoine costruisce un enorme massiccio di contrafforti per consolidare la facciata. Gli succedono gli architetti Delarue e Dedaux che proseguono i lavori. Nel 1832-38 rinforzano i contrafforti settentrionali della navata e, nel 1844-50, quelli meridionali. Ricostruiscono la guglia della torre sud sul modello di quella della torre nord.
Nel 1849, l’architetto Victor Ruprich-Robert, un discepolo di Viollet-le-Duc, è incaricato della direzione dei restauri. In seguito a degli scavi, constata ben presto dell'instabilità dell'edificio dovuta ai diversi-successivi interventi e alle varie fondamenta sovrapposte, da quelle dell'edificio carolingio alle diverse chiese incendiate.
Il pessimo stato delle strutture del coro e del transetto obbliga interventi drastici. Si ripresero interamente le facciate del transetto, quella sud terminata nel 1856 e quella nord nel 1869. In seguito il coro venne smontato per scavare fondamenta più profonde, fino a 8 metri, e poi rimontato, pietra per pietra, nel più grande rispetto e fedeltà della costruzione medievale. Sola differenza, vennero rimossi gli interventi cinquecenteschi e la cappella assiale venne allungata di una campata.

## Descrizione

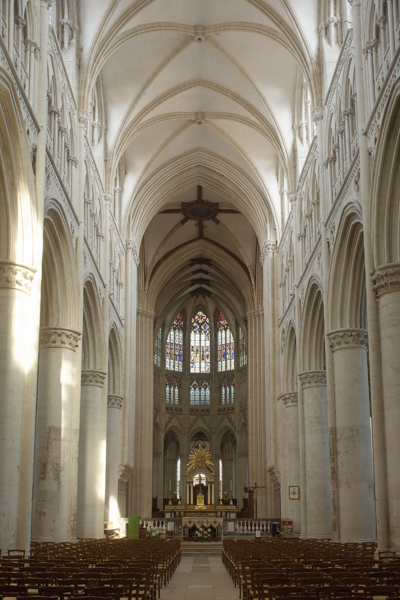
Veduta dell'interno.

L'edificio, dalla pianta a croce latina presenta due torri gemelle cuspidate sulla facciata, transetto e Coro a deambulatorio con cappelle radiali. Il piedicroce è diviso ortogonalmente in tre navate, senza cappelle, e verticalmente in tre livelli: pilastri cilindrici reggono le grandi arcate ogivali sulle quali corre il triforio composto da bifore binate e in alto il cleristorio aperto da grandi quadrifore vetrate. I tre livelli continuano anche nel coro, dove il triforio è vetrato. La copertura interna è costituita da volte a crociera.

### Misure e dimensioni
| Parametro                       | Misura  |
| ------------------------------- | ------- |
| Lunghezza esterna               | 83,60 m |
| Larghezza del piedicroce        | 21,55 m |
| Larghezza della navata centrale | 9,10 m  |
| Altezza della navata centrale   | 24 m    |
| Altezza delle navate laterali   | 12 m    |
| Altezza delle Torri             | 70 m    |

## Opere d'arte
- Pilastri della crociera. Sui due pilastri a fascio della crociera, verso il piedicroce, è una serie scolpita con decori animali, vegetali e teste umane reggenti le sovrastanti colonne.
- Le beau Dieu de Sées, busto raffigurante "Gesù-Cristo", bottega del Bernini, transetto sud
- Notre-Dame de Sées, scultura in marmo dorato del XIV secolo, transetto sud
- Altare Luigi XIV, nel transetto nord
- Altar maggiore, del XVIII secolo
- Grand'Organo, del 1743 costruito da Claude Paraison e rimpiazzato nel 1883 con l'attuale di Aristide Cavaillé-Coll

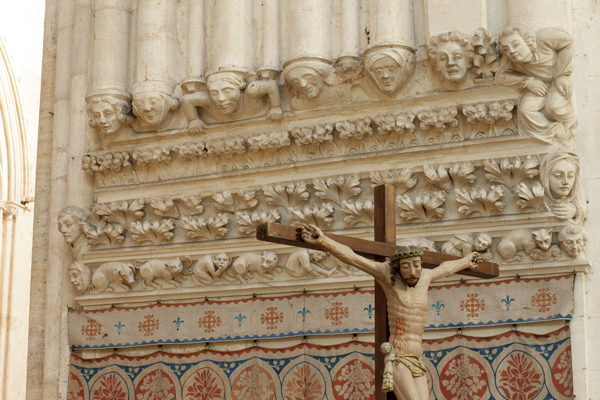
Pilastro della crociera
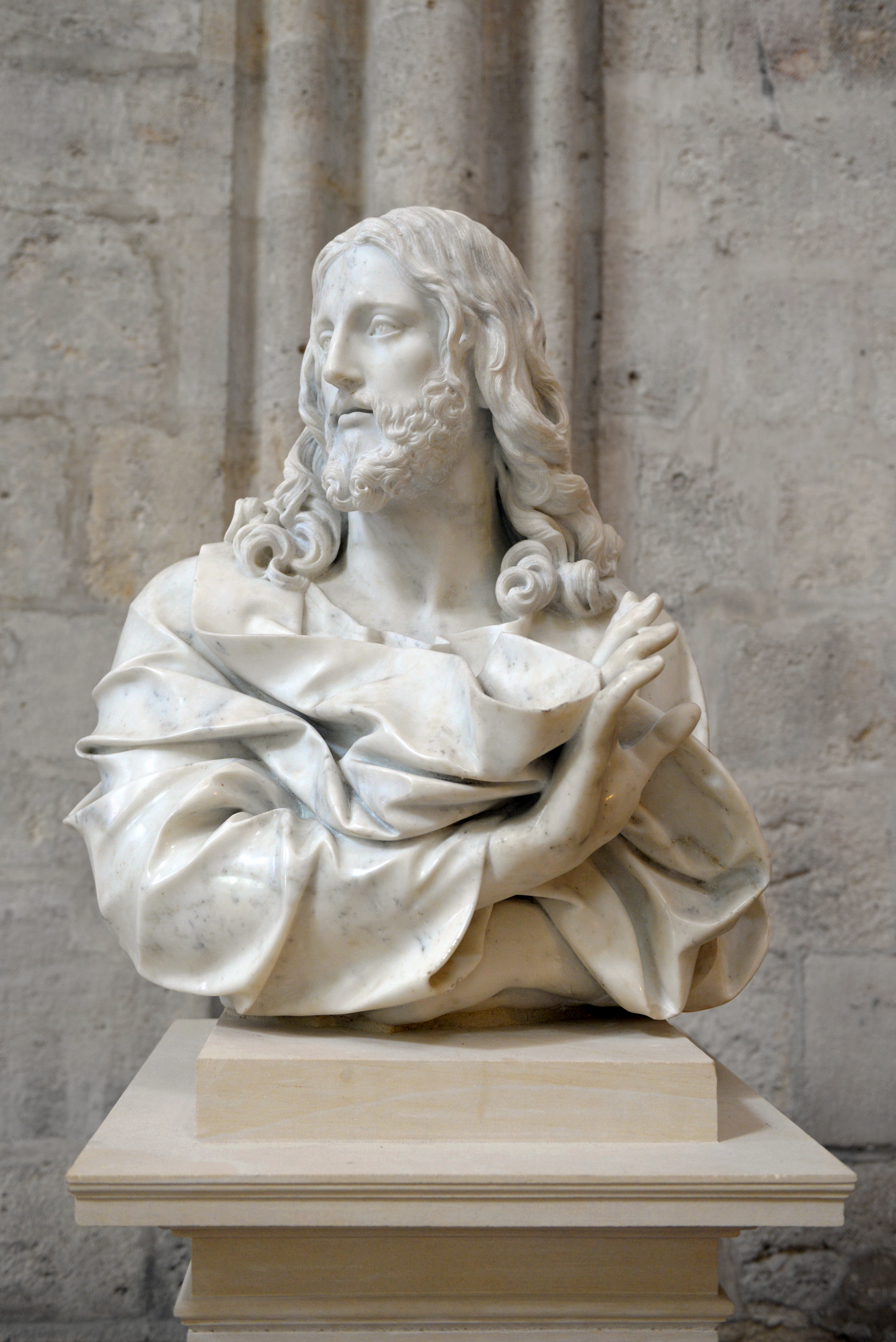
Le beau Dieu de Sées
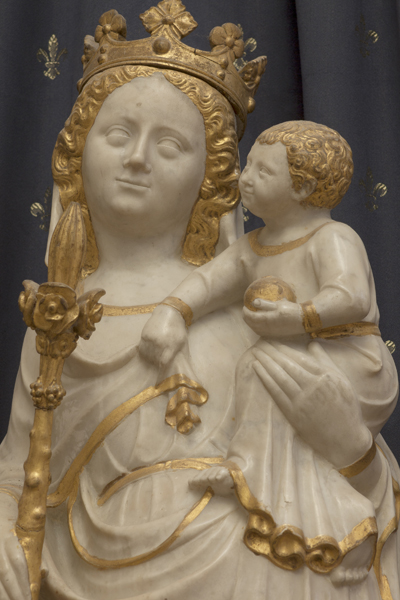
Notre-Dame de Sées
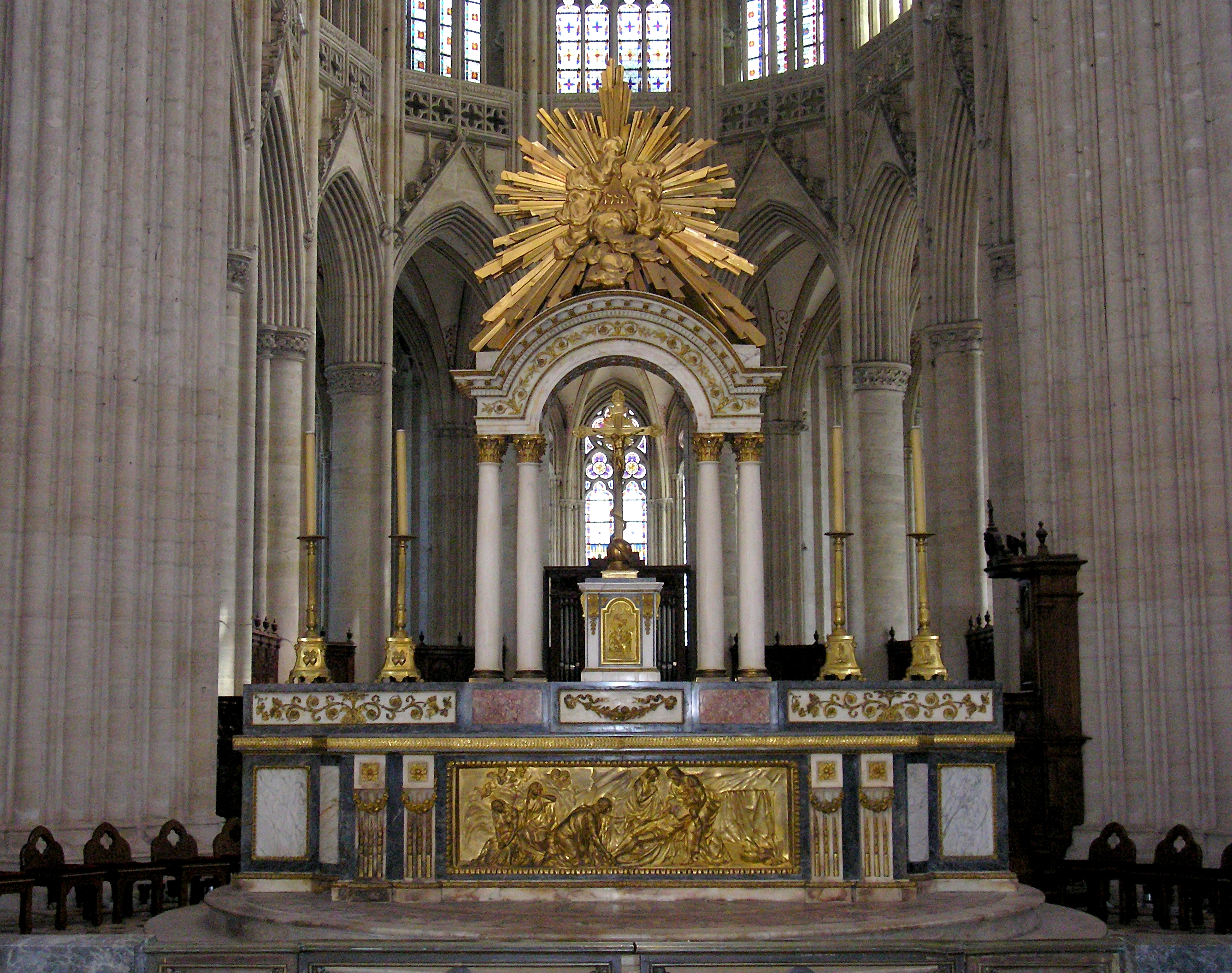
L'Altar maggiore

### Vetrate

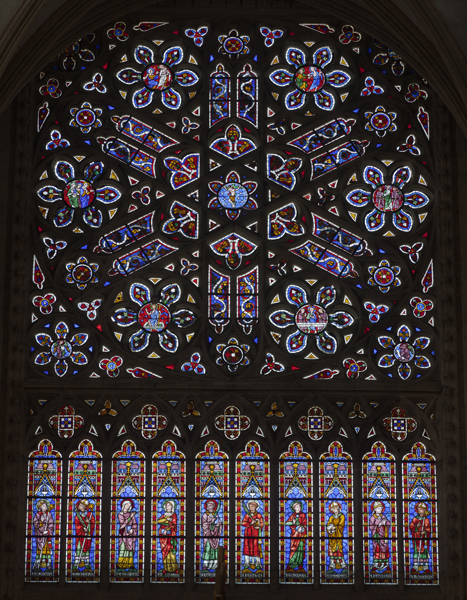
Il rosone settentrionale.

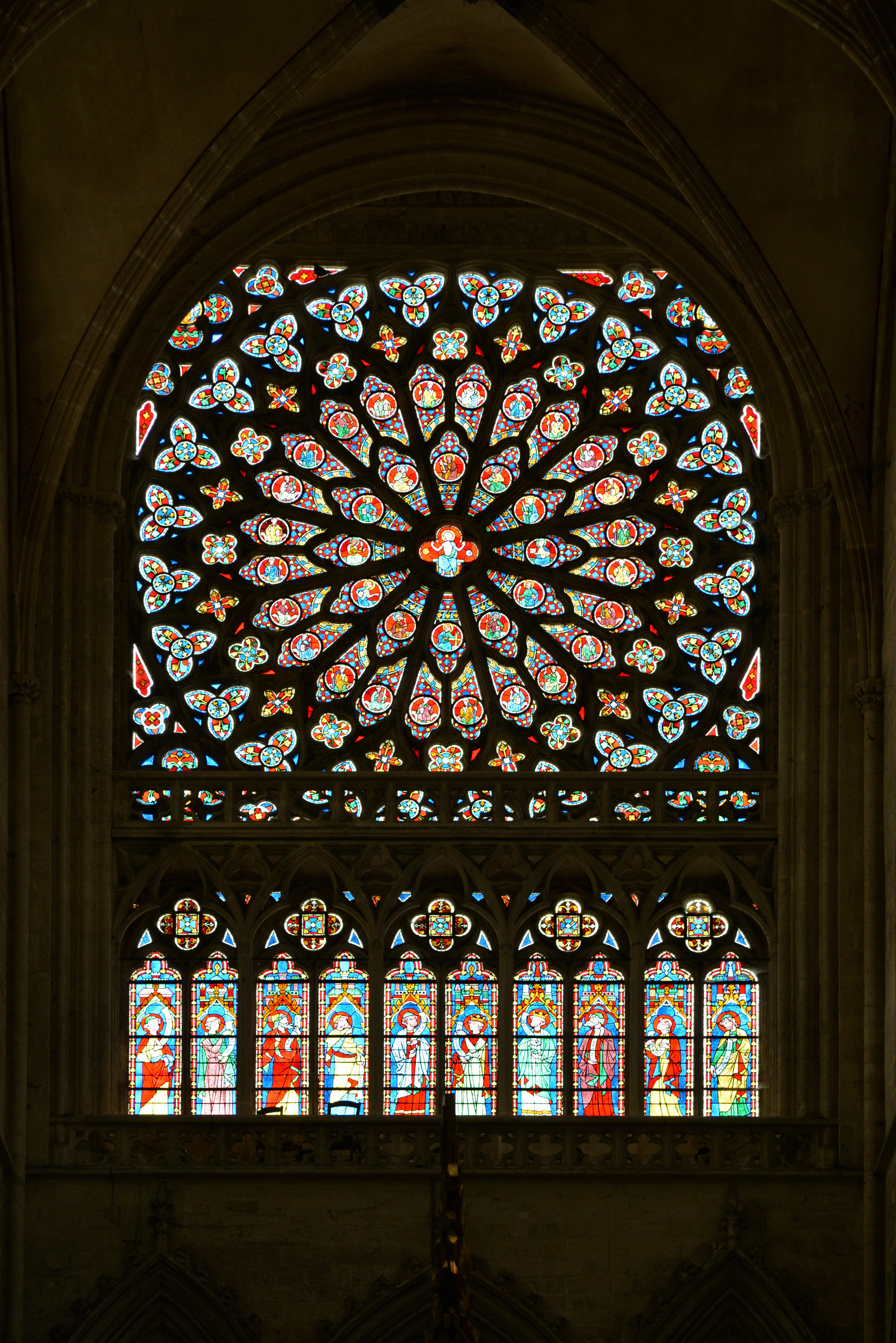
Il rosone meridionale.

Nel coro e nel deambulatorio sono preziose vetrate del XIV e XV secolo, e nel transetto si conservano due grandi rosoni duecenteschi:
- Rosone meridionale, dai toni rossi e caldi, concepito come una "Ruota", simbolo del mondo che cambia ruotando, vede al centro la figura di Gesù-Cristo, attorno i 12 Apostoli e successivamente i 24 Anziani dell'Apocalisse. Al centro è

La rosace sud ressemble à une roue, symbole du monde qui change constamment. Sotto il rosone è una galleria vetrata con le figure di 10 Personaggi del Vecchio Testamento.
- Rosone settentrionale, dai toni blu e freddi, raffigura una stella. Al centro è Gesù-Cristo in Croce e attorno sono 6 medaglioni che raffigurano le Apparizioni di Gesù resuscitato. Sotto il rosone, nella galleria vetrata, appaiono Santi e Vescovi della diocesi.